# Seznam norských královen
Seznam norských královen představuje soupis manželek norských panovníků. Postavení norských královen se měnilo, jeho význam byl různý a závisel do značné míry nejen na charakteru toho kterého období, ale i na osobnosti královnina manžela i její vlastní. Kromě reprezentativní role bylo prvořadým úkolem královny dát králi dědice a následníka. Řada královen hrála ovšem významnou roli i jako regentky svých nepřítomných manželů či nedospělých následníků.
Manželky králů mohly ovlivňovat zahraniční politiku země – norské královny v naprosté většině nebyly norského původu a nevěsty pro norské krále či jejich následníky byly vybírány především s ohledem na možné aliance mezi zeměmi; po dlouhé období nebylo přípustné, aby se norský král oženil se ženou z jiné než královské krve.
V důsledku unie s Dánskem v letech 1380–1814 byly norské královny současně i královnami Dánska a po dobu unie se Švédskem v letech 1814–1905 královnami Švédska.

## Ynglingové
| Portrét | Jméno                | Otec       | Narození | Sňatek | Královnou od                 | Královnou do           | Úmrtí     | Manžel                |
| ------- | -------------------- | ---------- | -------- | ------ | ---------------------------- | ---------------------- | --------- | --------------------- |
|         | Gyda Eiríksdóttir    |            | –        | 872    | 872                          | 930 manželova abdikace | –         | Harald I. Krásnovlasý |
|         | Gunnhild Gormsdóttir | Gorm Starý | 910      | 922    | 931 manžel nastoupil na trůn | 934                    | after 970 | Erik Krvavá sekyra    |

## Dynastie Jelling
| Portrét | Jméno           | Otec    | Narození | Sňatek | Královnou od            | Královnou do         | Úmrtí | Manžel    |
| ------- | --------------- | ------- | -------- | ------ | ----------------------- | -------------------- | ----- | --------- |
|         | Tove Obodritská | Mstivoj | –        | 963    | 976 manžel dobyl Norsko | 985/6 manželova smrt | –     | Harald I. |

## Ynglingové
| Portrét | Jméno              | Otec      | Narození | Sňatek | Královnou od | Královnou do                | Úmrtí         | Manžel             |
| ------- | ------------------ | --------- | -------- | ------ | ------------ | --------------------------- | ------------- | ------------------ |
|         | Tyra Haraldsdatter | Harald I. | –        | 998    | 998          | 9. září 1000 manželova smrt | 18. září 1000 | Olaf I. Tryggvason |

## Dynastie Jelling
| Portrét | Jméno                         | Otec      | Narození                  | Sňatek                    | Královnou od              | Královnou do              | Úmrtí                     | Manžel          |
| ------- | ----------------------------- | --------- | ------------------------- | ------------------------- | ------------------------- | ------------------------- | ------------------------- | --------------- |
|         | Gunhilda Vendská [legendární] | Burislav  | možná identická se Sigrid | možná identická se Sigrid | možná identická se Sigrid | možná identická se Sigrid | možná identická se Sigrid | Sven Vidlí vous |
|         | Sigrid Storråda [legendární]  | Měšek I.? |                           |                           |                           |                           |                           | Sven Vidlí vous |

## Ynglingové
| Portrét | Jméno              | Otec            | Narození | Sňatek    | Královnou od | Královnou do | Úmrtí | Manžel         |
| ------- | ------------------ | --------------- | -------- | --------- | ------------ | ------------ | ----- | -------------- |
|         | Astrid Olofsdotter | Olof Skötkonung | –        | únor 1019 | únor 1019    | 1028         | 1035  | Olaf II. Svatý |

## Dynastie Jelling
| Portrét | Jméno          | Otec                                       | Narození | Sňatek        | Královnou od | Královnou do                     | Úmrtí          | Manžel      |
| ------- | -------------- | ------------------------------------------ | -------- | ------------- | ------------ | -------------------------------- | -------------- | ----------- |
|         | Emma Normanská | Richard I. Normandský (Normanská dynastie) | 985      | červenec 1017 | 1028         | 12. listopad 1035 manželova smrt | 6. březen 1052 | Knut Veliký |

## Ynglingové
| Portrét | Jméno                    | Otec                                         | Narození       | Sňatek          | Královnou od                               | Královnou do                         | Úmrtí         | Manžel                 |
| ------- | ------------------------ | -------------------------------------------- | -------------- | --------------- | ------------------------------------------ | ------------------------------------ | ------------- | ---------------------- |
|         | Alžběta Kyjevská         | Jaroslav I. Moudrý (Rurikovci)               | asi 1025       | zima 1043–44    | 25. říjen 1047 manžel nastoupil na trůn    | 25. září 1066 manželova smrt         | asi 1067      | Harald III. Hardrada   |
|         | Ingerid Dánská           | Sven II. Dánský (Estridsenové)               | ?              | c. 1067         | c. 1067                                    | c. 1093 manželova smrt               | ?             | Olaf III. Norský       |
|         | Markéta Fredkulla        | Inge I. (Stenkilové)                         | 1080–1090      | asi 1101        | asi 1101                                   | srpen1103 manželova smrt             | c. 1130       | Magnus III. Norský     |
|         | Ingebjørg Guttormsdatter | Guttorm                                      | ?              | ?               | srpen 1103 manžel nastoupil na trůn        | 29. srpen 1123 manželova smrt        | ?             | Øystein Magnusson      |
|         | Blathmin O'Brien         | Muirchertach Ua Briain                       | ?              | asi 1102        | srpen 1103 manžel nastoupil na trůn        | ? manžel ji po získání trůnu opustil | ?             | Sigurd I. Jorsalfar    |
|         | Malmfrid Kyjevská        | Mstislav I. Kyjevský (Rurikovci)             | asi 1105       | 1116/1120       | 1116/1120                                  | 26. březen 1130 manželova smrt       | po r. 1137    | Sigurd I. Jorsalfar    |
|         | Kristina Knutsdatter     | Knut Lavard (Estridsenové)                   | asi 1118       | c. 1132         | c. 1132                                    | c. 1133                              | c. 1133       | Magnus IV. Norský      |
|         | Ingrid Ragnvaldsdotter   | Princ Ragnvald Ingesson Švédský (Stenkilové) | 1100/10        | asi 1134        | asi 1134                                   | asi 1136 manželova smrt              | po r. 1161    | Harald IV. Norský      |
|         | Ragna Nikolasdatter      | Nikola                                       | ?              | ?               | asi 1142 manžel nastoupil na trůn          | asi 1157                             | asi 1157      | Øystein II. Haraldsson |
|         | Estrid Bjørnsdotter      | Bjørn                                        | ?              | ?               | 4. únor 1161 manžel nastoupil na trůn      | asi 1176                             | asi 1176      | Magnus V. Erlingsson   |
|         | Markéta Švédská          | Erik IX. Švédský (Erikové)                   | ?              | asi 1189        | asi 1189                                   | 9. březen 1202 manželova smrt        | asi 1209      | Sverre Sigurdsson      |
|         | Kristina Norská          | Sverre Sigurdsson                            |                | c. 1209         | c. 1209                                    | c. 1209                              | c. 1209       | Filip Simonsson        |
|         | Markéta Skúladóttir      | Skule Bårdsson                               | asi 1208       | 25. květen 1225 | 25. květen 1225                            | 15. prosinec 1263 manželova smrt     | asi 1270      | Haakon IV. Norský      |
|         | Ingeborg Dánská          | Erik IV. Dánský (Estridsenové)               | asi 1244       | 11. září 1261   | 16. prosinec 1263 manžel nastoupil na trůn | 9. květen 1280 manželova smrt        | asi 1287      | Magnus VI. Norský      |
|         | Markéta Skotská          | Alexandr III. Skotský (Dunkeldové)           | 28. únorr 1261 | asi 1281        | asi 1281                                   | 9. duben 1283                        | 9. duben 1283 | Erik II. Norský        |
|         | Isabela Bruce            | Robert de Brus (Rod de Bruce)                | asi 1272       | asi 1293        | asi 1293                                   | 15. červenec 1299 manželova smrt     | 1358          | Erik II. Norský        |
|         | Eufémie z Rujány         | Günther, hrabě z Arnsteinu                   | asi 1270       | jaro 1299       | 15. červenec 1299 manžel nastoupil na trůn | asi 1312                             | asi 1312      | Haakon V. Norský       |

## Folkungové
| # | Jméno             |  | Narození         | Úmrtí                    | Doba panování | Rodiče                               | Manžel               |
| - | ----------------- |  | ---------------- | ------------------------ | ------------- | ------------------------------------ | -------------------- |
|   | Blanka Namurská   |  | 1320             | 1363                     | 1336–1343     | Jan I. Namurský Marie z Artois       | Magnus VII. Erikson  |
|   | Markéta I. Dánská |  | 1353 Vordingborg | 28. října 1412 Flensburg | 1363–1412     | Valdemar IV. Dánský Helvig Šlesvická | Haakon VI. Magnusson |

## Dynastie Greifen
| # | Jméno           |  | Narození                           | Úmrtí                  | Doba panování | Rodiče                               | Manžel    |
| - | --------------- |  | ---------------------------------- | ---------------------- | ------------- | ------------------------------------ | --------- |
|   | Filipa Anglická |  | 4. června 1394 Peterborough Castle | 5. ledna 1430 Vadstena | 1406–1430     | Jindřich IV. Anglický Marie de Bohun | Erik III. |

## Oldenburkové
| # | Jméno               |  | Narození  | Úmrtí                         | Doba panování | Rodiče                           | Manžel                |
| - | ------------------- |  | --------- | ----------------------------- | ------------- | -------------------------------- | --------------------- |
|   | Dorotea Braniborská |  | 1430/1431 | 10. listopadu 1495 Kalundborg | 1445–1448     | Jan Alchymista Barbara Anhaltská | Kryštof III. Bavorský |

## Dynastie Bonde
| # | Jméno                |  | Narození | Úmrtí                  | Doba panování | Rodiče                                          | Manžel               |
| - | -------------------- |  | -------- | ---------------------- | ------------- | ----------------------------------------------- | -------------------- |
|   | Kateřina Karlsdotter |  | 1418     | 7. září 1450 Stockholm | 1449–1450     | Karl Ormsson Märta Aspenäsätten (Gregersdotter) | Karel Knutsson Bonde |

## Oldenburkové
- viz Seznam dánských královen
- 1450–1481 : Dorotea Braniborská (manžel Kristián I.), zm. 1495
- 1483–1513 : Kristina Saská (manžel Jan I.), zm. 1521
- 1515–1523 : Izabela Habsburská (manžel Kristián II.), zm. 1526
- 1523–1533 : Žofie Pomořanská (manžel Frederik I.), zm. 1568
- 1534–1559 : Dorotea Sasko-Lauenburská (manžel Kristián III.), zm. 1571
- 1572–1588 : Žofie Meklenburská (manžel Frederik II.), zm. 1631
- 1597–1612 : Anna Kateřina Braniborská (manžel Kristián IV.)
- 1648–1670 : Žofie Amálie Brunšvická (manžel Frederik III.), zm. 1685
- 1670–1699 : Šarlota Amálie Hesensko-Kasselská (manžel Kristián V.), zm. 1714
- 1699–1721 : Luisa Meklenburská (manžel Frederik IV.)
- 1721–1730 : Anna Žofie Reventlow (manžel Frederik IV.), zm. 1743
- 1730–1746 : Žofie Magdalena Braniborská (manžel Kristián VI.), zm. 1770
- 1746–1751 : Luisa Hannoverská (manžel Frederik V.), zm 1751
- 1752–1766 : Juliana Marie Brunšvická (manžel Frederik V.), zm 1796
- 1766–1775 : Karolina Matylda Hannoverská (manžel Kristián VII.), zm 1775
- 1808–1814 : Marie Hesensko-Kasselská (manžel Frederik VI.), zm. 1852

## Oldenburkové, linieHolstein-Gottorpadynastie Bernadotte
- viz Seznam švédských královen
- 1814–1818 : Hedvika Šlesvicko-Holštýnsko-Gottorpská (manžel Karel XIII.)
- 1818–1844 : Désirée Clary (manžel Karel XIV. Jan)
- 1844–1859 : Joséphine de Beauharnais jr. (manžel Oskar I.)
- 1859–1871 : Luisa Oranžsko-Nassavská (manžel Karel XV.)
- 1872–1905 : Žofie Nassavská (manžel Oskar II.)

### Oldenburkové, linieSchleswig-Holstein-Sonderburg-Glücksburg
| #  | Jméno           |  | Narození                  | Úmrtí                     | Doba panování | Rodiče                         | Manžel      |
| -- | --------------- |  | ------------------------- | ------------------------- | ------------- | ------------------------------ | ----------- |
| 44 | Maud z Walesu   |  | 26. listopadu 1869 Londýn | 20. listopadu 1938 Londýn | 1905–1938     | Eduard VII. Alexandra Dánská   | Haakon VII. |
| 45 | Sonja Haraldsen |  | 4. července 1937 Oslo     |                           | 1991–         | Karl Haraldsen Dagny Ulrichsen | Harald V.   |